# Heterospilus eurostae
Heterospilus eurostae är en stekelart som beskrevs av Henry Lorenz Viereck 1917. Heterospilus eurostae ingår i släktet Heterospilus och familjen bracksteklar. Inga underarter finns listade i Catalogue of Life.